# Myospila fulviventris
Myospila fulviventris este o specie de muște din genul Myospila, familia Muscidae. A fost descrisă pentru prima dată de Adrian C. Pont în anul 1968. Conform Catalogue of Life specia Myospila fulviventris nu are subspecii cunoscute.